# Massa (Gorilla, 1930–1984)
Massa (* 1930 in Ghana; † 30. Dezember 1984 in Philadelphia) galt zum Zeitpunkt seines Todes als der älteste Gorilla in Gefangenschaft.

## Erste Jahre
Massas Mutter wurde in Westafrika zwecks Fleischgewinn erschossen; das Jungtier zogen die Wilderer auf, bis sie es an einem Seefahrer verkaufen konnten. Auf einem Frachtschiff gelangte der Affe mit Captain Phillips im Jahr 1931 in die USA. Danach lebte er einige Jahre bei Gertrude Lintz, die ihn von einer Lungenentzündung kurierte, aufpäppelte und wenige Jahre später, am 30. Dezember 1935, für 6000 Dollar an den Zoo in Philadelphia verkaufte. Der junge Gorilla hatte seine Besitzerin angegriffen, nachdem sie ihn versehentlich mit Wasser bespritzt hatte. Lintz hatte Massa für ein Weibchen gehalten und ihm Tätigkeiten im Haushalt beigebracht. Der Unfall ereignete sich, als Massa den Küchenboden putzte und Lintz, die sich dem Affen unbemerkt von hinten genähert hatte, auf dem feuchten Fußboden ausrutschte und den Affen erschreckte. Massa griff seine Besitzerin sofort an, verletzte sie schwer und war nach diesem Zwischenfall nicht mehr bereit, sich ihr unterzuordnen. Lintz hielt ihn daraufhin noch eine Zeitlang in einem Käfig und verkaufte ihn dann an den Zoo.

## Leben im Zoo
Sein restliches Leben verbrachte Massa im Philadelphia Zoo, in dem er zum Publikumsliebling avancierte. Der Menschenaffe wurde, da man ihn immer noch für ein Weibchen hielt, zunächst mit Bamboo, einem weiteren männlichen Gorilla, vergesellschaftet, was aber zu heftigen Auseinandersetzungen führte. Nach fünf Tagen wurden die Tiere wieder voneinander getrennt. Laut einem Zeitungsartikel, der zu seinem 50. Geburtstag erschien, lebte Massa fortan in Einzelhaltung. Einem Leserbrief von Roger Conant, Kurator im Philadelphia Zoo, zufolge, lebte Massa zwar jahrelang mit dem Berggorilla Gargantua zusammen. Barbara Ensor allerdings erklärt, „Gargantua“ sei nur der spätere Name des Affen Buddy (nach anderen Quellen Buddha) gewesen, der seine frühen Jahre gleichzeitig mit Massa in Gertrude Lintz’ Haushalt verbracht hatte, dann aber nicht an einen Zoo, sondern an den Ringling Brothers and Barnum & Bailey Circus verkauft worden war. Massa dürfte also tatsächlich den größten Teil seines Lebens in Einzelhaltung verbracht haben.
Bamboo, Massas Rivale im Philadelphia Zoo, lebte bis 1961 in einem benachbarten Käfig. Bei seinem Tod im Alter von 34 Jahren galt Bamboo, wie später auch Massa, als Rekordhalter, was das Alter eines in Gefangenschaft gehaltenen Gorillas betraf.
Lange Zeit wurde Massa in einem Gitterkäfig mit Zementboden gehalten, später hinter Glas. In den 1950er-Jahren riss er angeblich seinem Pfleger einen Arm aus. Erst nach Massas Tod, im Jahr 1986, verbesserte sich das Schicksal der im Philadelphia Zoo gehaltenen Primaten, nachdem ein neues Haus für sie gebaut worden war, das auch über ein Außengehege verfügte. 1995 aber fielen 23 Affen einem Brand dieses Primatenhauses zum Opfer. Dieses Unglück wurde als das schrecklichste, das jemals einem amerikanischen Zoo widerfuhr, beurteilt. Das Primatenhaus und -gehege wurde durch eine neue Behausung ersetzt, in der im Jahr 2016 fünf Westliche Flachlandgorillas lebten und das als „one of the world’s finest primate“ beurteilt wurde. „It’s a far cry from what Massa and Bamboo experienced in the old Monkey House only a few short decades ago“, schrieb der Kolumnist Jerry Jonas über diese Einrichtung.

## Tod, Statue, Film
Als Massa 50 Jahre alt wurde, feierte man dies unter anderem mit der Herstellung einer Bronzestatue des Affen. Schöpfer dieses Kunstwerks war Eric Berg, der bereits 1972 eine Skulptur nach Massa angefertigt und verkauft hatte. Die Bronzestatue verblieb im Zoo.
Massas 54. Geburtstag wurde mit einem opulenten Festmahl für das Tier gefeiert. Ungefähr 500 Zuschauer beobachteten, wie der Silberrücken einen speziell für ihn entwickelten „Kuchen“ mit Vanilleeis, Früchten und Schlagsahne verzehrte. Kurz danach starb der betagte Menschenaffe. Als Ursache für seinen Tod wurde allerdings nicht die Geburtstagsmahlzeit, sondern ein Schlaganfall diagnostiziert. Eine Autopsie ergab eine allgemeine schwere Arterienverkalkung und eine Blockade der Arterien in Massas Gehirn, die zu seinem Tod geführt hatte.
Massa wurde im Philadelphia Zoo bestattet, allerdings nicht vollständig: Das Gehirn des Gorillas sollte der Johns Hopkins University in Baltimore und dem Montefiore Hospital in New York zur Untersuchung überlassen werden, weil es auf Anzeichen einer Alzheimererkrankung untersucht werden sollte. Herz und Arterien des verstorbenen Affen sollten von Wissenschaftlern des Philadelphia Zoo untersucht werden, in dem Massa den größten Teil seines Lebens verbracht hatte. Seine Knochen wollte man einem Wissenschaftler überlassen, der die Skelette prähistorischer Primaten rekonstruierte.
1997 wurde der Film Buddy nach Massas und Buddys Leben gedreht.